# کونت دامین دو مارتل
دامین دو مارتیل (به فرانسوی: Comte Damien de Martel) سیاسی و دیپلمات فرانسوی، متولد سال ۱۸۷۸ و متوفی در سال ۱۹۴۰م است. وی ششمین کمیسر عالی فرانسه در سوریه و لبنان از تاریخ ۱۶ ژوئیه ۱۹۳۳ تا ژانویه ۱۹۳۹ میلادی بود.